# Antíoc d'Ascaló
Antíoc d'Ascaló (grec antic: Ἀντίοχος, llatí: Antiochus), dit «el Fundador» per haver fundat la Cinquena Acadèmia, va ser un filòsof grec de tendències escèptiques. Amic de Lucul·le, l'antagonista de Mitridates, i mestre de Ciceró, durant els seus estudis a Atenes.
Tenia una escola a Alexandria i una altra a Síria, on sembla que va morir, segons diu Plutarc. Va ser un filòsof amb una gran reputació al seu temps. Estrabó, quan descriu Ascaló, menciona que era la pàtria d'Antíoc, com una mostra de la distinció de la ciutat. Ciceró parla freqüentment d'ell en termes afectuosos i respectuosos i diu que era el millor i més savi dels acadèmics i el filòsof més polit i agut de la seva època. Va estudiar amb Mnesarc, d'opinions estoiques, però el seu mestre més important va ser Filó de Làrissa, que havia succeït a Carnèades al front de l'Acadèmia.